# ラリー・オブライエン・トロフィー
ラリー・オブライエン NBAチャンピオンシップ トロフィー (Larry O'Brien NBA Championship Trophy ) は、NBAの優勝決定シリーズであるNBAファイナルの優勝チームに贈られるトロフィー。
トロフィーは1977年にそれまでのNBAチャンピオンに贈られていたウォルター・A・ブラウン・トロフィーに代わって贈呈されるようになる。当時はNBAワールドチャンピオンシップトロフィーであり、1984年にNBAコミッショナーであったラリー・オブライエンを称える名称となった。

## デザイン
トロフィーはティファニーが製造、スターリングシルバー、バーメイルに24金メッキを施したもので、重さは14.5ポンド(約6.6kg)、高さが2フィート(約61cm)で、上部のバスケットボールはNBA公認球と同じ直径9インチ。価格は13,500ドルである。トロフィーは持ち回りではなく毎回作られ、永久保持ができ、返還する必要はない。

## 受賞チーム
最初にオブライエントロフィーを授与されたのはボストン・セルティックスであり、最多トロフィーを保持しているチームはロサンゼルス・レイカーズで、8、次いでシカゴ・ブルズの6、サンアントニオ・スパーズの5、デトロイト・ピストンズの3、ヒューストン・ロケッツの2、ゴールデンステート・ウォリアーズの2、となっている。